# مارك تشونغ
مارك تشونغ (بالإنجليزية: Mark Chung)‏ (18 يونيو 1980 بتورونتو في كندا - ) هو لاعب كرة قدم أمريكي في مركز الوسط. شارك مع منتخب الولايات المتحدة لكرة القدم. أما مع النوادي، فقد لعب مع سان خوسيه إيرثكويكس وسبورتينغ كانساس سيتي وكولورادو رابيدز ونيويورك ريد بولز ونادي غوادالاخارا (نادي كرة قدم).

## وصلات خارجية
- مارك تشونغ على موقع الدوري الأمريكي (الإنجليزية)
- مارك تشونغ على موقع قاعدة بيانات كرة القدم.إي يو (الإنجليزية)
- مارك تشونغ على موقع ناشيونال فوتبول تيمز (الإنجليزية)
- مارك تشونغ على موقع عالم كرة القدم.نت (الإنجليزية)